# Espiral de Arquímedes

Tres vueltas completas de una espiral de Arquímedes.

Espiral de Arquímedes representada en una gráfica polar.

La espiral de Arquímedes (también espiral aritmética o espiral arquimediana) recibió su nombre en memoria del matemático griego Arquímedes, quien vivió en el siglo III a. C. Se define como el lugar geométrico de un punto moviéndose a velocidad constante sobre una recta que gira sobre un punto de origen fijo a velocidad angular constante. De manera equivalente, en coordenadas polares (r,θ) la espiral de Arquímedes puede ser descrita por la ecuación siguiente:
{\displaystyle \,r=a+b\theta }
siendo a y b números reales. Cuando el parámetro a cambia, la espiral se desplaza en el eje X, mientras que b controla la distancia entre giros sucesivos.
Arquímedes describió esta espiral en su libro De las Espirales.

## Características
La espiral de Arquímedes se puede trazar dentro de una circunferencia y conforme va creciendo se va alejando un arco de otro.

La subnormal polar de una espiral de Arquímedes es constante.
Esta curva se distingue de la espiral logarítmica por el hecho de que, vueltas sucesivas de la misma tienen distancias de separación constantes (iguales a 2πb si θ es medido en radianes), mientras que en una espiral logarítmica la separación está dada por una progresión geométrica. (Las distancias referidas son medidas sobre una recta que pasa por el centro de la espiral)
Hay que notar que la espiral de Arquímedes tiene dos brazos, uno para θ > 0 y otro para θ < 0. Los dos brazos están discretamente conectados en el origen y solo se muestra uno de ellos en la gráfica. Tomando la imagen reflejada en el eje Y produciremos el otro brazo.
A veces, el término es usado para un grupo más general de espirales.
{\displaystyle r=a+b\theta ^{1\!/\!x}.}
La espiral normal ocurre cuando x = 1. Otras espirales que caen dentro del grupo incluyen la espiral hiperbólica, la espiral de Fermat, y el Lituus. Virtualmente todas las espirales estáticas que aparecen en la naturaleza son espirales logarítmicas, no de Arquímedes. Muchas espirales dinámicas (como la espiral de Parker del viento solar, o el patrón producido por una rueda de Catherine) son del grupo de Arquímedes.

## Aplicaciones y usos

Mecanismo de una bomba de desplazamiento.

Rectificación de la circunferencia utilizando la espiral de Arquímedes.

La espiral de Arquímedes tiene una plétora de aplicaciones. Por ejemplo, se emplean bombas de compresión o compresores rotativos (scroll pumps), hechos de dos espirales de Arquímedes del mismo tamaño intercaladas, para comprimir líquidos y gases. Este es un mecanismo corriente en máquinas de aire acondicionado con bajas emisiones de ruido.
Los surcos de las primeras grabaciones para gramófonos (Disco de vinilo) forman una espiral de Arquímedes, haciendo los surcos igualmente espaciados y maximizando el tiempo de grabación que podría acomodarse dentro de la grabación (aunque esto fue cambiado posteriormente para incrementar la calidad del sonido). 
Pedirle a un paciente que dibuje una espiral de Arquímedes es una manera de cuantificar el temblor humano; esta información ayuda en el diagnóstico de enfermedades neurológicas. Estas espirales son también usadas en sistemas DLP de proyección para minimizar el efecto de arcoíris, que simula un despliegue de varios colores al mismo tiempo, cuando en realidad se proyectan ciclos de rojo, verde y azul rápidamente.
Un método para la cuadratura del círculo, relajando las limitaciones estrictas en el uso de una regla y un compás en las pruebas geométricas de la Grecia antigua, hace uso de la Espiral de Arquímedes. También existe un método para trisectar ángulos basado en el uso de esta espiral. Como la longitud de la subtangente es {\displaystyle \,St=r\theta } se puede utilizar para rectificar la circunferencia.